# Волок (Андреапольський район)
Волок (рос. Волок) — присілок в Андреапольському районі Тверської області Російської Федерації.
Населення становить 121 особу. Входить до складу муніципального утворення Андреапольський округ.

## Історія
Від 2006 до 2019 року входило до складу муніципального утворення Волокське сільське поселення.

## Населення
| 1997 | 2002 | 2010 |
| ---- | ---- | ---- |
| 129  | ↘94  | ↗121 |